# Granice (województwo łódzkie)
Granice – wieś w Polsce położona w województwie łódzkim, w powiecie radomszczańskim, w gminie Masłowice.
W latach 1975–1998 miejscowość administracyjnie należała do województwa piotrkowskiego.

## Zabytki
Według rejestru zabytków Narodowego Instytutu Dziedzictwa na listę zabytków wpisany jest obiekt:
- dwór, obecnie dom nr 28, pocz. XIX w., nr rej.: 200-X-10 z 24.08.1948 oraz 52/62/62 z 1.01.1962